# Piazza Santa Maria Novella
La Piazza Santa Maria Novella est une des grandes places monumentales de Florence. Elle est en particulier le parvis de la basilique Santa Maria Novella et est bordée sur son autre face en vis-à-vis par La loggia dell'Ospedale di San Paolo.

## Histoire
Ouverte par la cité en 1287 la place est terminée en 1325, après la destruction des habitations qui en remplissaient l'espace, elle est destinée alors aux nombreux fidèles venant écouter les sermons des dominicains du couvent.
Ensuite, en 1563, elle devint le lieu du Palio dei Cocchi établi par le premier grand-duc Cosme Ier de Toscane, une course de chars qui parcourait, la veille de la Saint-Jean, l'espace en contournant deux tours de bois, remplacées par les deux obélisques actuels de marbre soutenus par des tortues en bronze.
Antonio Cioci réalisa entre 1789 et 1791 une série de quatre toiles représentant des scènes festives et des compétitions sportives, conservées aujourd'hui au Musée des Offices. Deux d'entre elles représentent ces courses de chevaux : 
- Course de chevaux sur l'ancienne place de santa Maria Novella, huile sur toile, 57 × 116 cm, Musée du Vieux Florence[1]
- Course de chars sur l'ancienne place de Santa Maria Novella

## Les monuments de son pourtour
La façade de l'église Santa Maria Novella
Elle est placée au centre de la face nord de la place ; sa gauche donne sur l'entrée des cloîtres (Chiostro Verde et Chapelle des Espagnols) et sa droite sur les murs du jardin de l'église qui se prolongent sur un côté de la via degli Avelli.
La loggia de l'Ospedale di San Paolo
D'abord hospice pour les pèlerins administré par les tertiaires franciscains il s'est transformé en hôpital en 1345. Il est précédé d'une volée de marches qui amènent à une loggia dont les arcades sont décorées de portraits de franciscains en médaillons de terracotta invetriata d'Andrea della Robbia. Il abrite, depuis 2014, le Museo Novecento.
Un tympan rassemble les figures de saint Dominique et de saint François, fondateurs des deux ordres présents sur la place.
Les palais
Le Palazzo Pitti-Broccardi, sur la face Est, est la première résidence de Luca Pitti avant son transfert au Palais Pitti. La face Ouest de la place est occupée principalement par le Grand Hotel Minerva.
Les obélisques
Construits en marbre mischio de Seravezza, ils sont construits par Bartolomeo Ammannati et inaugurés en 1608 pour le mariage de Cosme II avec Marguerite d'Autriche. Les tortues de bronze qui les supportent sont probablement de Giambologna. Leurs socles ont été remplacés par en pierre grise à la fin du XVIIIe siècle, puis par du marbre rouge dans les années 1960. Les lys d'or des sommets sont du XIXe siècle.
Aménagements actuels
Le pavage, les parterres datent de 1933 ; le bassin et sa fontaine de 2006 avec les réaménagements modernes.
Le tabernacolo
Dans l'angle avec la via della Scala un grand tabernacle comporte une copie de la fresque originale de Francesco d'Antonio (représentant une Vierge à l’Enfant et saints.

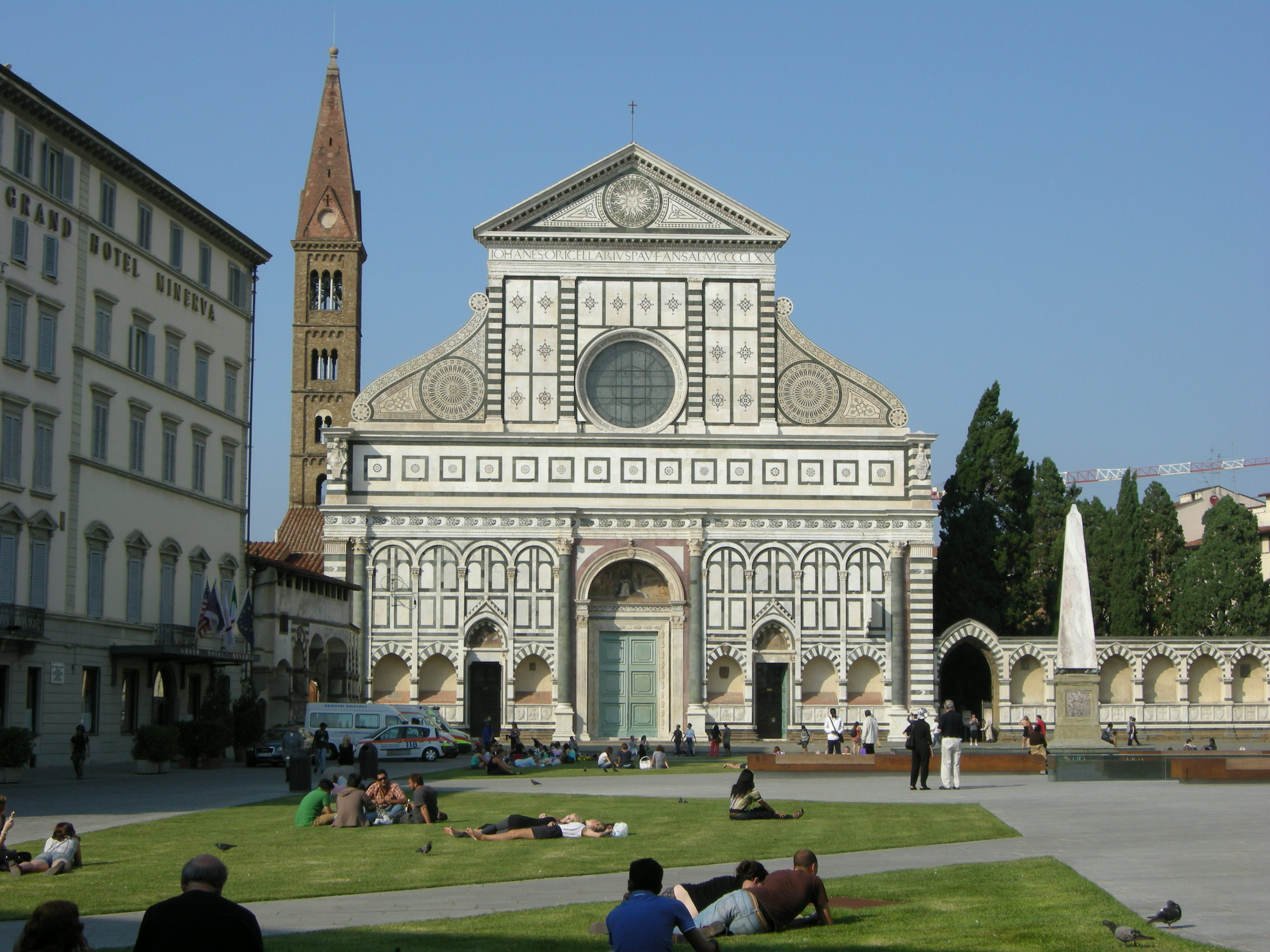
La façade de l'église du couvent de Santa Maria Novella
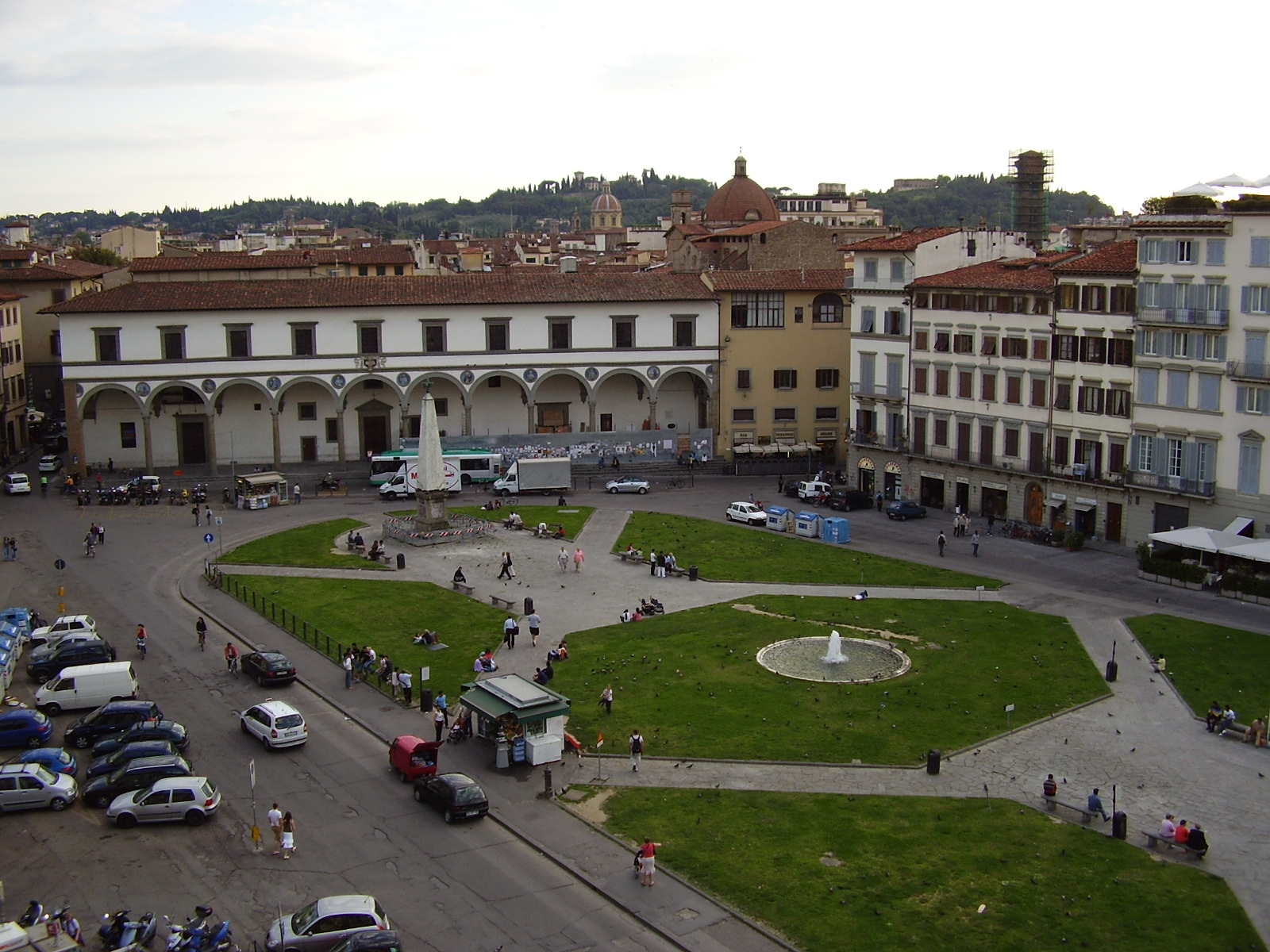
La loggia dell'Ospedale di San Paolo
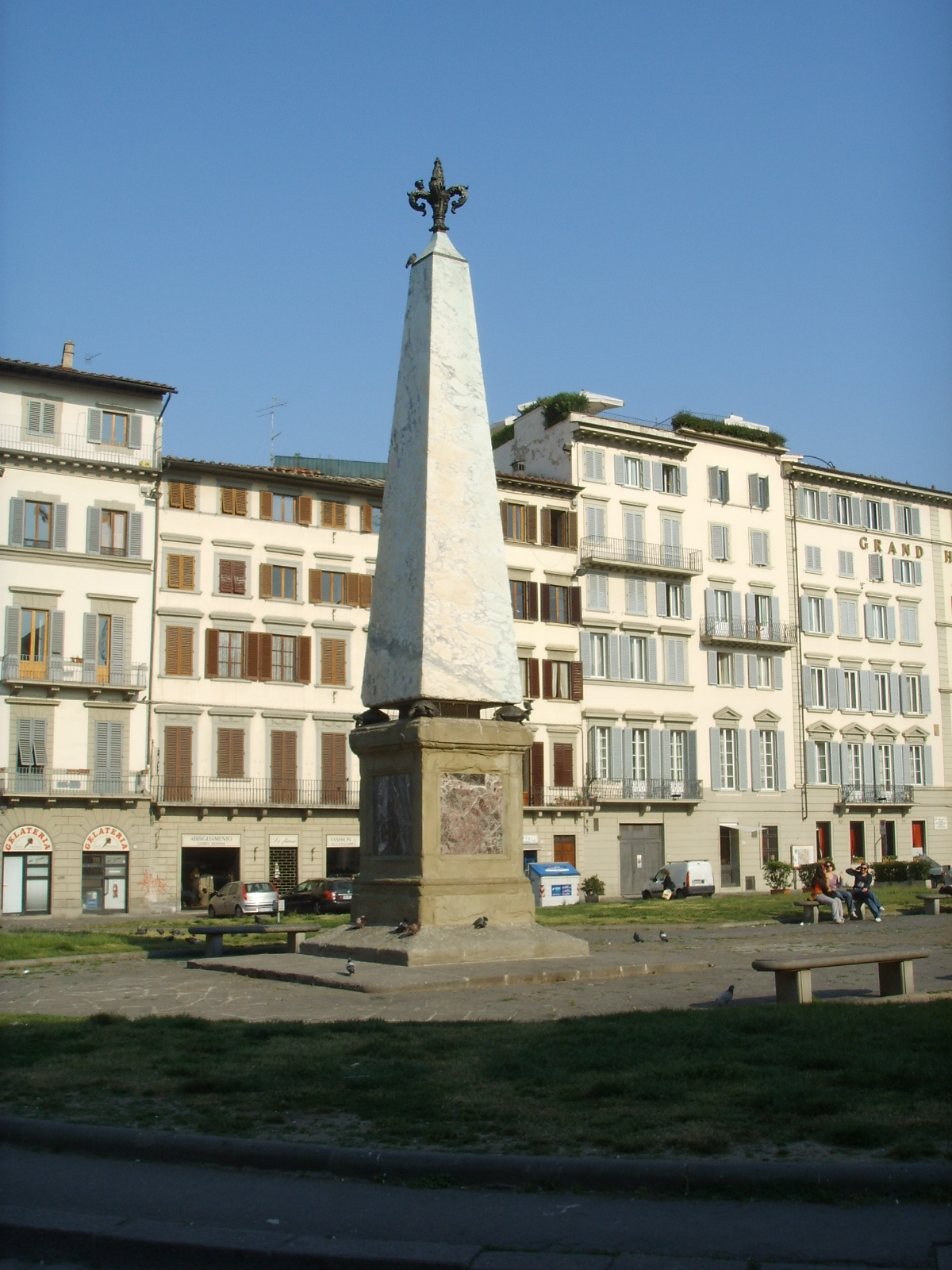
Un des obélisques reposant sur les tortues de bronze